# Лео Гестел
Лео Гестел (нід. Leo Gestel; нар. 22 листопада 1881 — †26 листопада 1941) — голландський художник, ключова фігура голландського модернізму. Художник створював портрети, краєвиди провінційних міст Голландії, пейзажі. Працював карикатуристом і художником періодичних видань. Випробував художні можливості декількох стилістичних систем, серед яких кубізм, реалізм, модернізм, постімпресіонізм.

## Життєпис
Леєндерт Гестел походив з родини художника. Батько, Віллем Гестел, був художником і директором Вечірнього коледжу в місті Верден. Перші художні навички Лео Гестел отримав від батька. Користувався порадами дядька, що мешкав в місті Ейндховен. Аби збільшити власну освіту, відбув у Амстердам, де відвідував вечірній клас Національної академії образотворчих мистецтв.
Жартівники друзі називали його «Леонардо да Вічні», скорочено Лео. І це стало фактичним ім'ям художника на все життя. Лео Гестел постійно малював, в його творчому доробку чимало малюнків і ескізів, серед яких і поштівки з кумедними сценами. Він також створював карикатури.
Влітку художник перебирався на житло на північ Голландії, в Берген. 1914 року від мандрував на острові Майорка, де створив чимало творів в стилістиці кубізму. 1921 року він оселився в Бергені в будинку. котрий спроектував для нього приятель-архітектор Л. Стріфкерк (L. Streefkerk).
1939 року створив стінопис в поштовому відділенні в Хилверсумі.
В майстерні художника 1929 року відбулась пожежа, внаслідок якої було знищено велику кількість творів митця. Загальна кількість знищеного сягала чотирьохсот творів, частка яких вже була готовою до виставки. Загальна кількість врятованого художнього спадку Леєндерта Гестела становить близько п'яти тисяч. Цим спадком опікується Національне управління з питань художнього спадку.

## Вибрані твори
- «Автопортрет», варіанти
- «Донька», 1901
- «Домашній клопіт», 1902
- «Бесіда двох жінок», 1906
- «Хрізантеми», 1907
- «Човни на узбережжі», 1908
- «Осінній день в Неймегені», 1909
- «Холодній дні осені», 1909
- «Хвилини відпочинку», 1910
- «Оголена» , 1910
- «Портрет дружини в чорному», 1910
- «Сонячний ранок. Невельсон», 1910

«Пані в чорному капелюшку», пастель

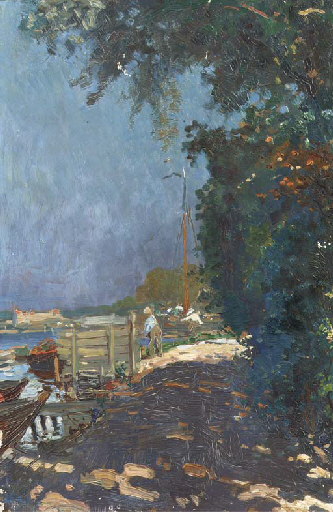
«Човни на узбережжі», 1908

- «Флірт. Настирний кавалер», пастель, 1910
- «Пані з сигаретою», 1911
- «Натюрморт з хрізантемами», 1912
- «Півонії і анемони», 1913
- «Гладіолуси», 1913
- «Пані в чорному капелюшку»
- «Пані в чорному капелюшку в альтанці»
- «Іспанка», 1914
- «Покинутий завод в Бельгії», 1914
- «Затока з човнами», малюнок, 1914
- «Букет соняшників», 1916
- «Дахи. Верден», 1916
- «Краєвид Вердена», 1917
- «Канал на півночі Голландії», малюнок, 1919
- «Краєвид з будинками», малюнок, 1921
- «Коні», 1928
- «Коні в цирку», 1928

## Галерея

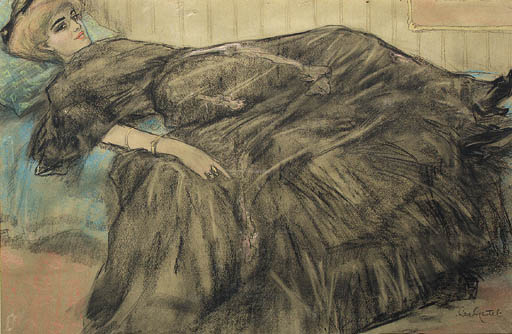
«Хвилини відпочинку», пастель, 1910 рік

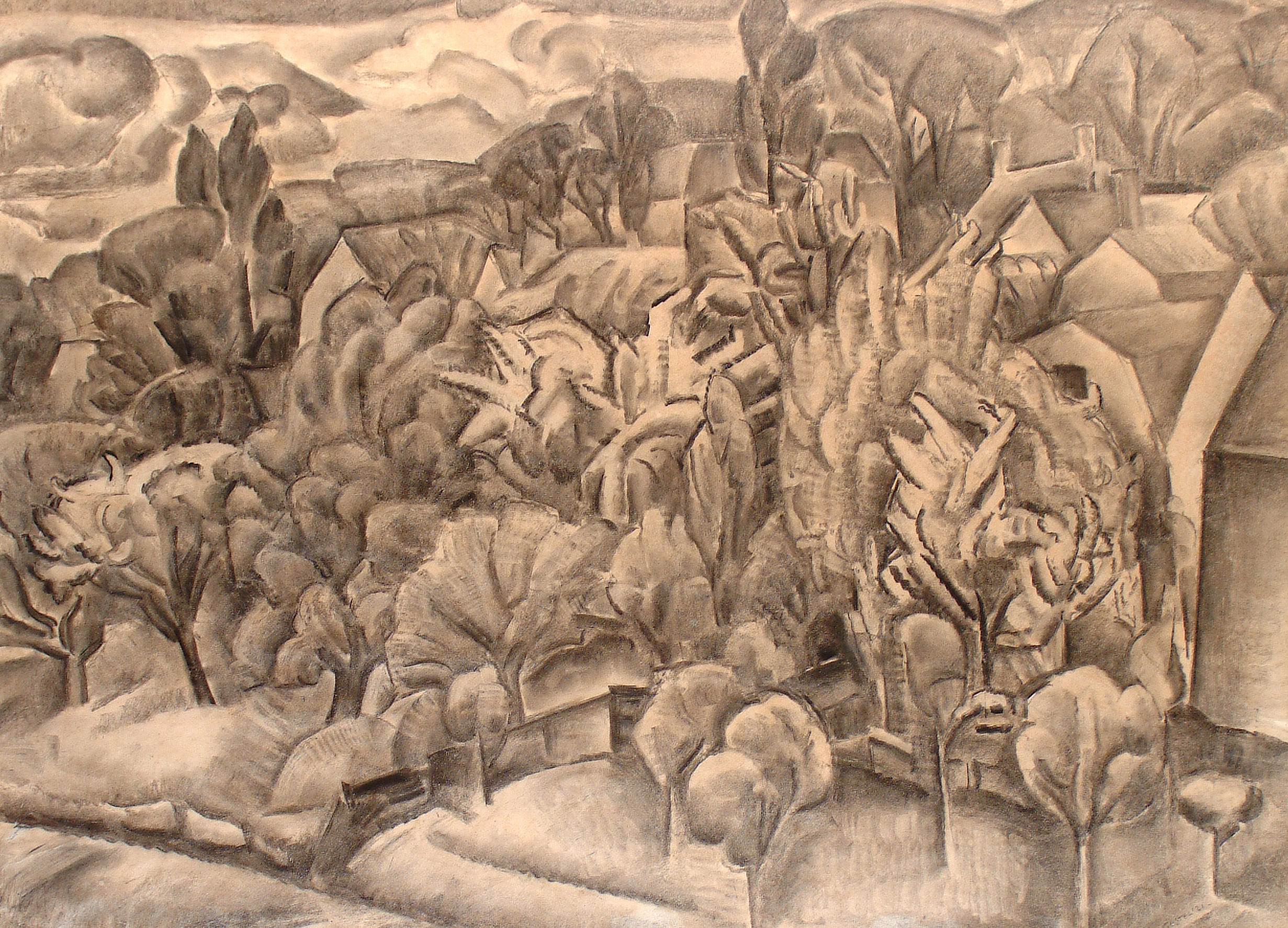
«Будиночки в пейзажі», малюнок, 1921 рік

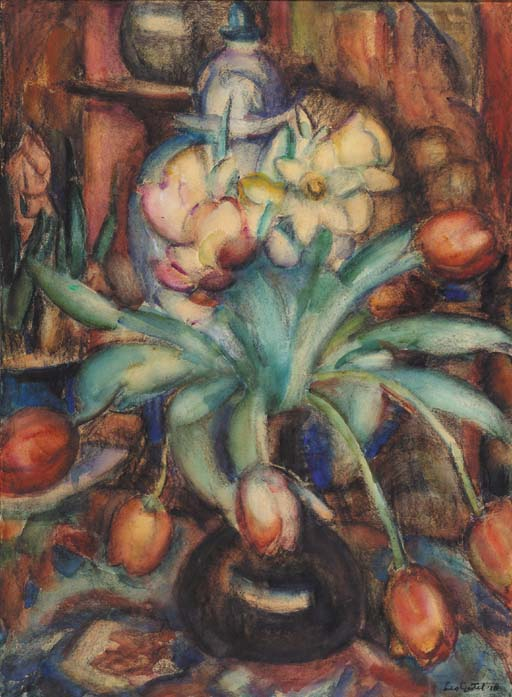
«Натюрморт, ваза з тюльпанами», 1918 рік

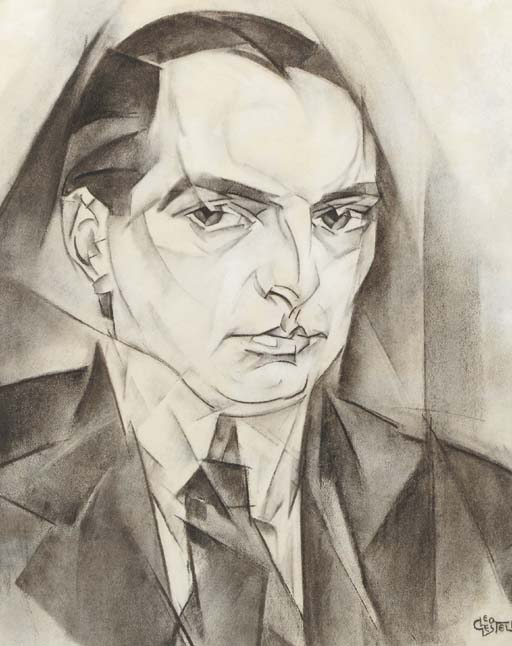
«Автопортрет»,1913
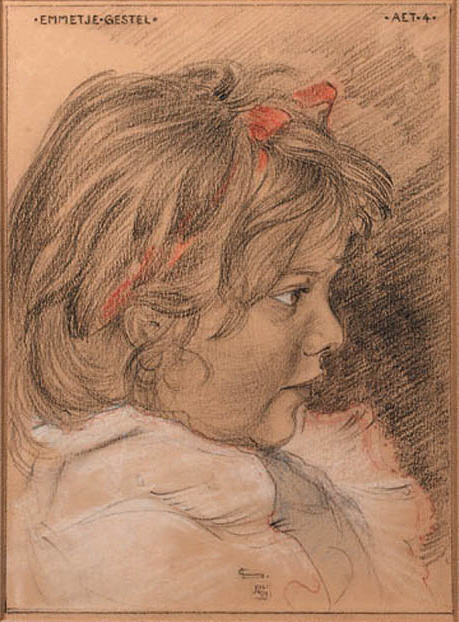
«Донька», 1901 (Емметьє Гестел в дитинстві)
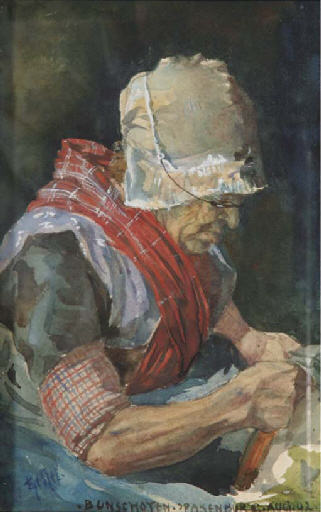
«Домашній клопіт», 1902
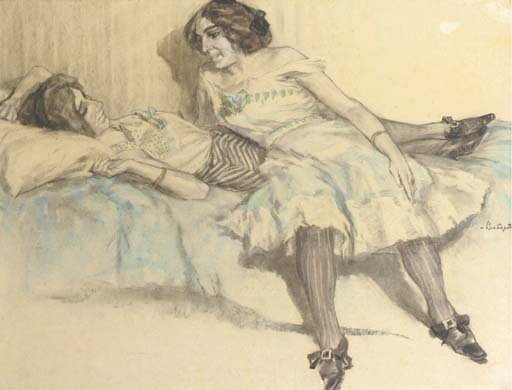
«Бесіда двох жінок», 1906
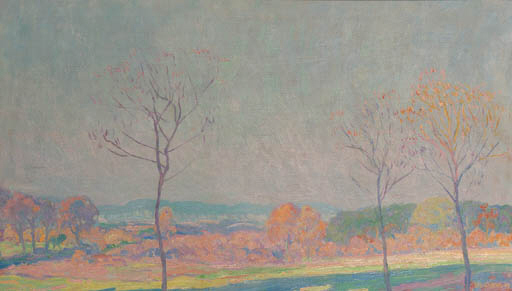
«Холодній дні осені», 1909
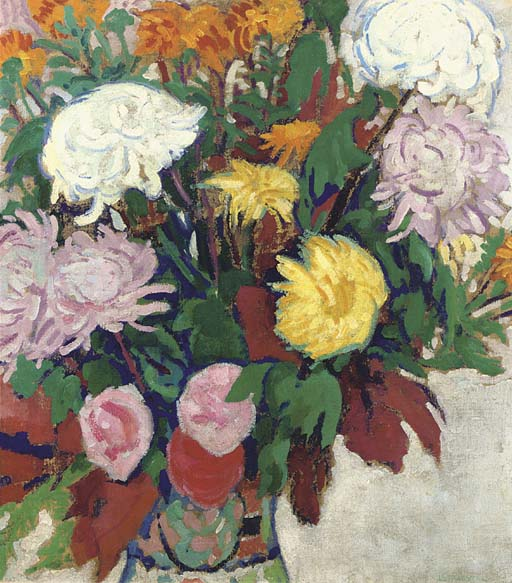
«Натюрморт з хрізантемами», 1912
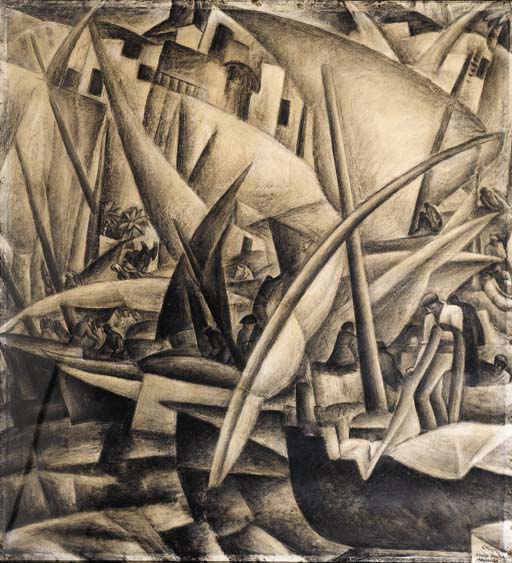
«Затока з човнами», малюнок, 1914
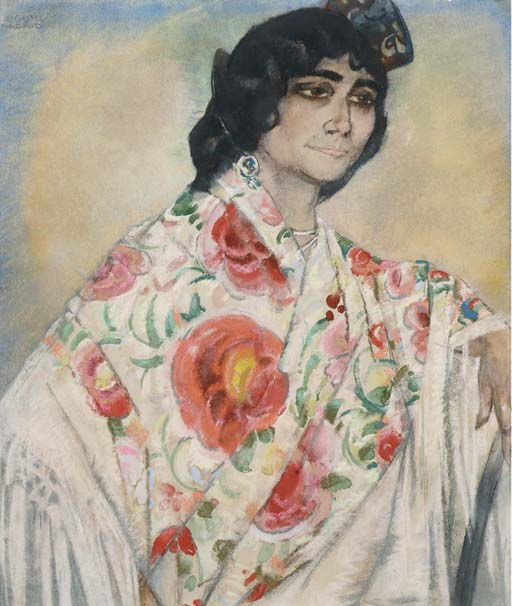
«Іспанка», 1914
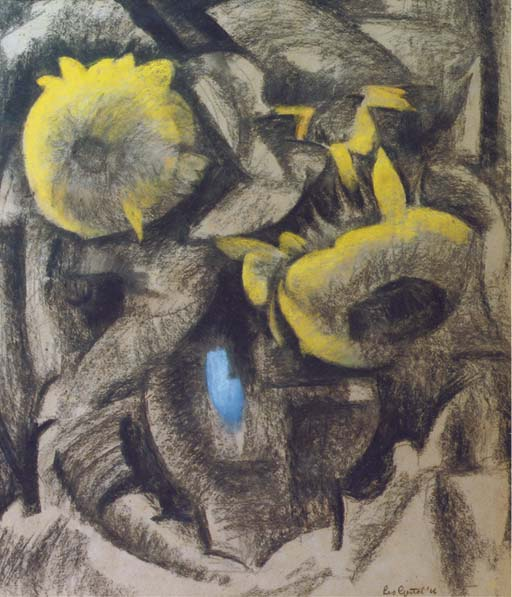
« Букет соняшників», 1916
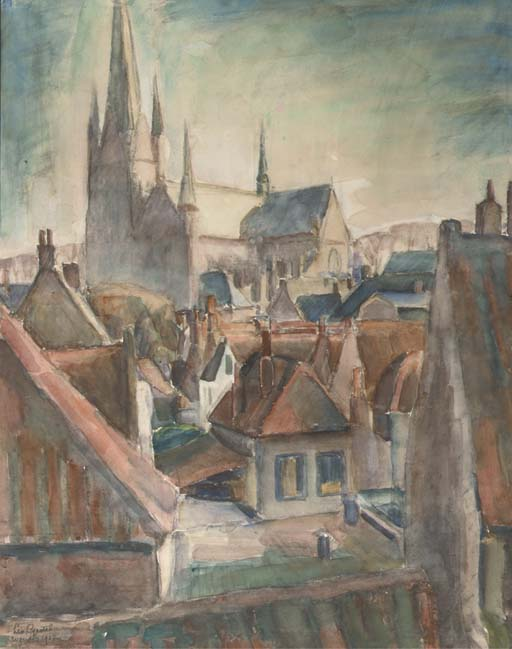
« Краєвид Вердена», 1917
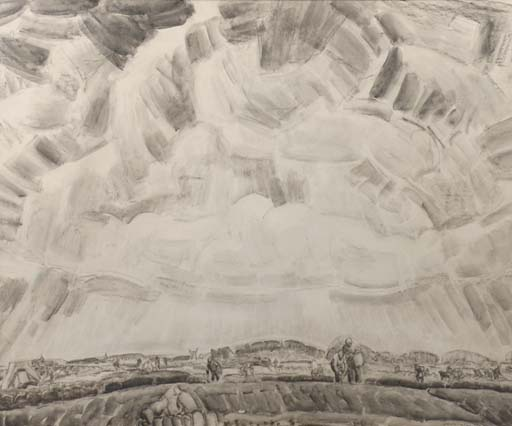
«Селяни на полі»малюнок, 1919
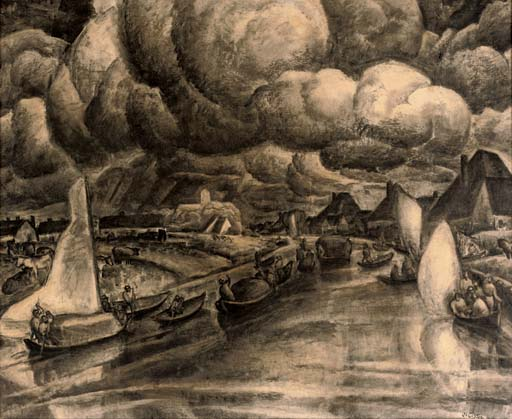
«Канал на півночі Голландії », малюнок, 1919